# Kimia II
L’opération Kimia II (en swahili et en lingala, « kimia » signifie « paix ») est une opération militaire lancée en mai 2009 par le gouvernement de la république démocratique du Congo (RDC) avec le soutien de l'Organisation des Nations unies (ONU) pour lutter contre la rébellion des Forces démocratiques de libération du Rwanda (FDLR)  dans l'Est du pays.
Les Forces armées de la république démocratique du Congo (FARDC), appuyées par la Mission de l'Organisation des Nations unies en république démocratique du Congo (MONUC), ont remportés de nombreux succès sur le terrain ; elles font néanmoins l'objet de critiques, particulièrement virulentes depuis octobre 2009, quant aux méthodes employées pour lutter contre les rebelles. Début novembre, l'organisation humanitaire Human Rights Watch dénonce le massacre de plus de 500 civils dans la région de Nyabiondo au Nord-Kivu. Ce sujet a donné lieu à des tensions au sein des autorités de l'ONU présentes en RDC : le représentant de l'ONU en RDC Alan Doss se prononce le 16 octobre en faveur de la poursuite des opérations militaires, tandis que le rapporteur spécial de l'ONU sur les exécutions extrajudiciaires, Philip Alston, qualifie l'opération Kimia II de « catastrophe [...] en matière de droits de l'homme ».